# For Girls Who Grow Plump in the Night
For Girls Who Grow Plump in the Night es el quinto álbum de estudio de la banda británica de rock progresivo Caravan. 
Este notable disco comenzó una nueva era para Caravan. La salida temporal  de David Sinclair en el cuarto disco, 'Waterloo Lily',  para unirse a la nueva banda del ex-Soft Machine,  Robert Wyatt, llamada Matching Mole,  había cambiado el sonido del grupo. Para este nuevo disco además  tenían el éxodo aún más desastroso de Richard Sinclair cuya técnica y forma de tocar el bajo y estilo vocal y composiciones habían sido elementos vitales durante casi cinco años, y ahora estaba claro que un gran cambio de estilo era necesario e inevitable. 
El retorno del primo de David alivió la presión algo, pero fue la introducción del violista Geoff Richardson en la formación el catalizador final y más grande en la revolución musical del grupo. Y For Girls Who Grow Plump in the Night fue el primer fruto de esta formación.
El álbum destaca  el genio de composición siempre inspirador de Pye Hastings, un hombre con gran talento para la melodía y  letras subidas de tono y está en uno de sus mejores momentos en este disco. La viola eléctrica de Geoff Richardson agrega un nuevo elemento y con el paso de los años será una de las figuras claves del grupo. 

## Lista de canciones
Cara A
1.	"Memory Lain, Hugh / Headloss"  	9:19
2.	"Hoedown"  	3:20
3.	"Surprise, Surprise"  	4:07
4.	"C'thlu Thlu"  	6:15

Cara B
5.	"The Dog, The Dog, He's at It Again"  	5:58
6.	"Be All Right / Chance of a Lifetime"  	6:37
7.	"L'Auberge du Sanglier / A Hunting We Shall Go / Pengola / Backwards" / A Hunting We Shall Go (reprise)" 
Bonus tracks edición Deram 2001 remasterizada:
8. Memory Lain, Hugh / Headloss (US Mix) (9:18)
9. No! ("Be Alright") / Waffle ("Chance of a Lifetime") (5:10) 
10. He Who Smelt It Dealt It ("Memory Lain, Hugh") (4:43) 
11. Surprise, Surprise (3:15) 
12. Derek's Long Thing (11:00) 

## Créditos

### Caravan
- Pye Hastings – guitarra eléctrica, voz
- Geoff Richardson – viola
- David Sinclair – órgano, piano, piano eléctrico , Davoli synthesizer, A.R.P. synthesizer (2)
- John G. Perry – bajo eléctrico, voz, percusión
- Richard Coughlan – batería y percusión

### Músicos adicionales
- Rupert Hine – A.R.P. synthesizer (1, 2 & 6)
- Frank Ricotti – congas (2, 3, 5, 7)
- Jimmy Hastings – flauta (1)
- Paul Buckmaster – chelo eléctrico (7)
- Tony Coe – clarinete, saxo tenor (1)
- Pete King – flauta, saxo alto (1)
- Harry Klein – clarinete, saxo barítono (1)
- Henry Lowther – trompeta (1)
- Jill Pryor – voz (5)
- Chris Pyne – trombón (1)
- Barry Robinson – piccolo (1)
- Tom Whittle – clarinete, saxo tenor (1)
- Arreglos orquestales de John Bell and Martyn Ford, Dirigida por Martyn Ford
- Producción - David Hitchcock
- Ingenieros de sonido -  Kevin Fuller,  Derek Varnals, David Grimsted, John Punter, Sean Milligan, John Burns, Lindsay Kidd, David baker y Alan Leeming
- Diseño portada y fotos - Mark lawrence